# Glycylation
La Glycylation ou Polyglycylation est une modification post-transcriptionnelle de l'ARN qui consiste en l'ajout d'un polymère de glycine sur un acide glutamique. On les retrouve notamment dans les portions C-Terminales des tubulines α et β de certains microtubules.